# 中谷智司
中谷 智司（1968年11月22日—）是日本德島縣德島市出生的政治人物。他是民主黨所屬的前參議院議員（1期）。他於1984年、1987年及1992年，分別畢業於德島市立富田中學校、德島市立高等學校及德島大學工學部知能情報工學科。後來他曾工作於住友金屬工業及CANON IT SOLUTIONS公司。到了2007年，他在第21屆參議院議員通常選舉德島縣選舉區之中首次當選，成為民主黨的第1期參議院議員。

## 外部連結
- 中谷智司web （页面存档备份，存于）